# Coupe latine de rink hockey 2016
Navigation
Coupe latine de rink hockey 2014 Coupe latine de rink hockey 2018
La Coupe latine 2016 est la 28e édition de la compétition organisée par le Comité européen de rink hockey qui réunit tous les deux ans les quatre meilleures nations européennes dans la catégorie des moins de 23 ans. Cette édition a lieu à Follonica, en Italie, du 24 au 26 mars 2016. Le Portugal remporte pour la quatorzième fois la compétition.

## Résultats

### Classement
| Equipes  | Pts | J | G | N | P | BP | BC | GA |
| -------- | --- | - | - | - | - | -- | -- | -- |
| Portugal | 9   | 3 | 3 | 0 | 0 | 14 | 5  | +9 |
| Italie   | 4   | 3 | 1 | 1 | 1 | 9  | 7  | +2 |
| Espagne  | 4   | 3 | 1 | 1 | 1 | 6  | 9  | −3 |
| France   | 0   | 3 | 0 | 0 | 3 | 4  | 12 | −8 |

### Matches
| 24 mars 2016 | Espagne                                           | 3-2   | France                                       |                                                               |                                                               |
| 19h30        | Pau Bargalló 11e Martí Casas 26e Pau Bargalló 39e | (1-1) | Carlo Di Benedetto 9e Carlo Di Benedetto 32e | Arbitrage : Filippo Fronte (Italie), Joaquim Pinto (Portugal) | Arbitrage : Filippo Fronte (Italie), Joaquim Pinto (Portugal) |

| 24 mars 2016 | Italie                                                        | 3-4   | Portugal                                                            |                                                          |                                                          |
| 21h15        | Giulio Cocco 21e Alessandro Verona 25e Francesco Compagno 34e | (0-2) | Helder Nunes 7e Alvaro Morais 16e Helder Nunes 28e Helder Nunes 32e | Arbitrage : Raul Burgos (Espagne), Arnaud Esoli (France) | Arbitrage : Raul Burgos (Espagne), Arnaud Esoli (France) |

| 25 mars 2016 | Portugal                                                                               | 5-1   | Espagne          |                                                            |                                                            |
| 18h30        | Álvaro Morais 13e Hélder Nunes 19e Hélder Nunes 26e Álvaro Morais 26e Hélder Nunes 34e | (2-0) | David Torres 38e | Arbitrage : Arnaud Esoli (France), Filippo Fronte (Italie) | Arbitrage : Arnaud Esoli (France), Filippo Fronte (Italie) |

| 25 mars 2016 | France               | 1-4   | Italie                                                                              |                                                             |                                                             |
| 21h00        | Antoine Le Berre 33e | (0-1) | Giulio Cocco 9e Alessandro Verona 32e Francesco Compagno 32e Francesco Compagno 37e | Arbitrage : Joaquim Pinto (Portugal), Raul Burgos (Espagne) | Arbitrage : Joaquim Pinto (Portugal), Raul Burgos (Espagne) |

| 26 mars 2016 | Portugal                                                                                   | 5-1   | France                   |                                                           |                                                           |
| 18h30        | Alexandre Marques 9e Hélder Nunes 11e Hélder Nunes 29e Xavier Cardoso 35e Hélder Nunes 40e | (2-1) | Roberto Di Benedetto 18e | Arbitrage : Raul Burgos (Espagne), Filippo Fronte (Italy) | Arbitrage : Raul Burgos (Espagne), Filippo Fronte (Italy) |

| 26 mars 2016 | Italie                                 | 2-2   | Espagne                            |                                                             |                                                             |
| 21h00        | Giulio Cocco 20e Alessandro Verona 27e | (1-1) | Marti Casas 7e Ignacio Alabart 37e | Arbitrage : Joaquim Pinto (Portugal), Arnaud Esoli (France) | Arbitrage : Joaquim Pinto (Portugal), Arnaud Esoli (France) |